# Décès en octobre 1930
Décès
- 1926
- 1927
- 1928
- 1929
- 1930
- 1931
- 1932
- 1933
- 1934

Pour une information complémentaire, voir la page d'aide.

| Date      | Nom           | Pays              | Activités                  | Âge | Source |
| --------- | ------------- | ----------------- | -------------------------- | --- | ------ |
| 9 octobre | João Suassuna | Drapeau du Brésil | Homme politique brésilien. | 44  |        |